# Großsteingrab Nørreskov 3
Das Großsteingrab Nørreskov 3 ist eine megalithische Grabanlage der jungsteinzeitlichen Nordgruppe der Trichterbecherkultur im Kirchspiel Værløse in der dänischen Kommune Furesø.

## Lage
Das Grab liegt östlich von Værløse im Waldgebiet Nørreskov, westlich des Frederiksborgvej. In der näheren Umgebung gibt bzw. gab es zahlreiche weitere megalithische Grabanlagen.

## Forschungsgeschichte
In den Jahren 1889 und 1938 führten Mitarbeiter des Dänischen Nationalmuseums Dokumentationen der Fundstelle durch.

## Beschreibung
Die Anlage besitzt eine nord-südlich orientierte rechteckige Hügelschüttung mit einer Länge von etwa 20 m und einer Breite von etwa 6 m. Der Hügel ist durch einen vorbeiführenden Weg teilweise angeschnitten. Von der Umfassung sind noch vier stehende und fünf umgekippte Steine an der westlichen Langseite sowie drei Steine an der südlichen und ein Stein an der nördlichen Langseite erhalten.
2,5 m vom südlichen Ende des Hügels entfernt befindet sich eine Grabkammer, die als Urdolmen anzusprechen ist. Sie ist nord-südlich orientiert und hat einen rechteckigen Grundriss. Sie hat eine Länge von 1,7 m, eine Breite von 0,6 m und eine Höhe von 0,8 m. Die Kammer besteht aus je einem Wandstein an den Langseiten und einem Abschlussstein an der nördlichen Schmalseite. Die südliche Schmalseite ist offen. Der Deckstein fehlt.